# إدوارد بيدل
إدوارد بيدل هو محامي وسياسي أمريكي، ولد في 1738 في فيلادلفيا في الولايات المتحدة، وتوفي في 1779. انتخب عضو مجلس نواب بنسيلفانيا ‏.